# Усатюк, Иван Романович
Иван Романович Усатюк (24 июня 1917 — 12 апреля 1986) — советский военный, Герой Советского Союза, сержант, наводчик орудия 1018-го стрелкового полка 269-й стрелковой дивизии 3-й армии 1-го Белорусского фронта, участник Великой Отечественной войны

## Биография
Родился 24 июня 1917 года в посёлке Аджамовка ныне Хабарского района Алтайского края России в крестьянской семье. Русский.
Окончил 4 класса. Работал в колхозе.
В РККА с 15 ноября 1938 года. За время службы успел побывать в разных образах: служил ездовым, орудийным номером, командиром стрелкового отделения, командиром орудия.
Участник Великой Отечественной войны с июня 1941 года.
19 декабря 1941 года и 23 марта 1942 года был тяжело ранен.
28—29 июня 1942 года в упорных боях с целью ликвидации плацдарма противника на левом берегу реки Кшень в районе Волово Липецкая область командир орудия противотанковой батареи 15-й мотострелковой бригады 16-го танкового корпуса Брянского фронта сержант Усатюк из своего орудия с первых трёх выстрелов подбил два немецких танка, однако при разрыве вражеского снаряда его орудие было повреждено, а он сам ранен, но несмотря на это, Усатюк вместе с наводчиком продолжали вести огонь по врагу, уничтожив ещё два танка противника. Поле боя Усатюк покинул только после приказа комиссара батальона.
19 августа 1942 года приказом по войскам Брянского фронта № 80/н сержант Усатюк был награждён орденом Красного Знамени.
Член ВКП(б) с мая 1943 года
12 июля 1943 года участвуя в Орловской наступательной операции на территории Троснянского района Орловской области командир орудия 76-мм батареи 1018-го стрелкового полка 269-й стрелковой дивизии 3-й армии Брянского фронта сержант Усатюк вместе с расчётом уничтожил два вражеских орудия и до ста немецких солдат и офицеров.
21 августа 1943 года приказом № 17/н по 1018-му стрелковому полку награждён медалью «За отвагу».
30 июня 1944 года наводчик орудия 76-мм батареи 1018-го стрелкового полка 269-й стрелковой дивизии 3-й армии 1-го Белорусского фронта сержант Усатюк в бою за деревню Красное Рогачёвского района Гомельской области Белоруссии при прорыве сильно укреплённой обороны противника на реке Друть прямой наводкой из своего орудия уничтожил огневые точки противника, обеспечив продвижение нашей пехоты. Окруженная группировка противника в количестве 250 человек, пытаясь вырваться из окружения, контратаковала артбатарею, в которой находился Усатюк с тыла. Вражеские подразделения вплотную подошли к батарее и открыли пулемётно-автоматный огонь по орудию Усатюка. Развернув своё орудие, Усатюк в упор картечью начал расстреливать наседавших на него врагов. Немцы окружили орудие и стали забрасывать его гранатами, выведя тем самым из строя его расчёт. Тогда сержант Усатюк в одиночку вступил в рукопашный бой с противником, уничтожив в нём 3-х вражеских солдат, одного из них прикладом своего оружия. Атака неприятеля была отбита, всего в этом бою Усатюком было уничтожено свыше 70-ти немецких солдат и офицеров, а семерых он захватил в плен.
Указом Президиума Верховного Совета СССР от 26 октября 1944 года за образцовое выполнение боевых заданий командования на фронте борьбы с немецко-фашистскими захватчиками и проявленные при этом мужество и героизм сержанту Усатюку Ивану Романовичу присвоено звание Героя Советского Союза с вручением ордена Ленина и медали «Золотая Звезда»
10 октября 1944 года в бою при прорыве сильной обороны немцев на западном берегу реки Нарев командир орудия 76-мм батареи 1018-го стрелкового полка 269-й стрелковой дивизии сержант Усатюк вместе с расчётом выдвинул своё орудие в боевые порядки пехоты и уничтожил вражеский пулемёт вместе с его расчётом. Позднее в бою за город Ружан Польша вместе с расчётом уничтожил огневую точку противника и до 10-ти немецких солдат.
23 октября 1944 года приказом № 128/н по 269-й стрелковой дивизии награждён орденом Славы 3-й степени.
В последующих боях на подступах к Кёнигсбергу был тяжело ранен, лишился левого глаза. Во время лечения в госпитале познакомился с медсестрой, которая впоследствии стала его женой.
В 1945 году демобилизован.
Вернулся на свою родину, был председателем Подснеженского сельсовета, Славгородского района Алтайского края.

 В сельсовет входили Редкая Дубрава и другие, теперь уже несуществующие немецкие села. На территории сельсовета действовали три колхоза — имени Сталина, Кагановича и Полины Осипенко. Хозяйства крепкие, председатели опытные. Да и Усатюк дело знал, крестьянских корней был человек. Однако вряд ли кто сегодня помнит, что председатель Подснеженского сельсовета носил высокое звание Героя Советского Союза. Сам Иван Романович, а ему было тогда чуть более 30 лет, этим не козырял. Ничем не выделялся. Носил видавшие виды солдатскую гимнастерку, галифе да кирзовые сапоги. Скромный, трудолюбивый, обязательный, простой в обращении, среднего роста, кряжистый — таким он мне запомнился. Его уважали фронтовики, ибо прекрасно знали — храбро сражался с врагом сержант Усатюк. На китель звезду Героя Иван Романович привинчивал по большим праздникам, когда приходилось занимать место в президиуме.— газета «Славгородские вести». 14.04.2012.
С 1965 года Усатюк жил в Магнитогорске Челябинская область, работал в тресте «Уралдомнаремонт».
В его семье родились две двойни и одна тройня.
Умер 12 апреля 1986 года. Похоронен в Магнитогорске на Левобережном кладбище.

## Награды
- Медаль «Золотая Звезда» Героя Советского Союза (26.10.1944)[3][4];
- орден Ленина (26.10.1944);
- орден Красного Знамени (19.08.1942);
- орден Отечественной войны 1-й степени (11.03.1985);
- орден Славы 3-й степени;
- медали, в том числе:
  - медаль «За отвагу» (21.08.1943);
  - юбилейная медаль «За доблестный труд. В ознаменование 100-летия со дня рождения Владимира Ильича Ленина»;
  - медаль «За победу над Германией в Великой Отечественной войне 1941—1945 гг.»;
  - юбилейная медаль «Двадцать лет Победы в Великой Отечественной войне 1941—1945 гг.»;
  - юбилейная медаль «Тридцать лет Победы в Великой Отечественной войне 1941—1945 гг.»;
  - юбилейная медаль «Сорок лет Победы в Великой Отечественной войне 1941—1945 гг.»;
  - медаль «За взятие Кёнигсберга»;
  - медаль «Ветеран труда»;
  - юбилейная медаль «50 лет Вооружённых Сил СССР»;
  - юбилейная медаль «60 лет Вооружённых Сил СССР»;
  - юбилейная медаль «70 лет Вооружённых Сил СССР».

## Память
- На фасаде дома № 147/5 по улице Советская города Магнитогорска установлена мемориальная доска с надписью: «В этом доме жил Герой Советского Союза Иван Романович Усатюк»[5].
- Имя Героя высечено золотыми буквами в зале Славы Центрального музея Великой Отечественной войны в Парке Победы города Москва.
- Имя увековечено на Мемориале Славы в городе Барнаул.